# 廟街·媽·兄弟
《廟街·媽·兄弟》（英語：Street Fighters；巡禮名《廟街衝鋒隊》）是香港電視廣播有限公司製作的時裝都市電視劇，全劇共22集，監製潘嘉德。此劇大部分在廟街實地拍攝。
此劇曾於2003年7月28日及2008年9月1日於翡翠台，2014年6月於TVB經典台、2008年4月27日、2018年6月18日、2021年6月25日於TVB星河頻道重播。

## 情節介紹
王文迪 ( 梁漢文飾 ) 是一個衝鋒隊年青出色的沙展，加入警隊後，屢獲嘉許，受同僚尊重佩服。而文迪的家庭生活也很美滿，父親經營玩具廠，母親陳鳳英 ( 黃淑儀飾 )是個賢良淑德的家庭主婦，一家人相處融洽。可惜他的感情方面卻很糟糕，不善解女人心意，時常碰釘，故屢遭女友拋棄。文迪生活無憂，唯一憾事是未能尋回多年前被拐走的哥哥。
文迪的哥哥楊帶寶 ( 李克勤飾 ) 是在廟街長大的孤兒，是個極重情義粗人。天意弄人，文迪於一次調查中令帶寶蒙上不白之冤，故互相留下壞印象。後來鳳英終認回帶寶，但先前的誤會卻令二人經常發生衝突......
另一方面，具大哥情意結的帶寶與一班一同長大的朋友如同親生弟妹，號稱「廟街六小福」，與一個「哎呀」細妹何喜 ( 葉璇飾 ) 感情甚篤，漸生情愫，但喜卻愛上了文迪......
帶寶處處利用哥哥的身份及鳳英的寵愛戲弄文迪，文迪竟利用喜對自己的感情向帶寶報復，與此同時，文迪的舊女友向他重表愛意......

## 演員表

### 主要演員
- 黃淑儀 飾 陳鳳英
- 李克勤 飾 楊帶寶（王文安）
- 梁漢文 飾 王文迪
- 葉　璇 飾 何　喜

### 其他演員
- 鍾麗淇 飾 洛詠琪 (Kiki)
- 劉玉翠 飾 馬莉莉 (Mary)
- 阮兆祥 飾 柯　南
- 林曉峰 飾 李大春
- 古明華 飾 張家偉 (翻版張)
- 魯文傑 飾 郭家輝 (喳咋輝)
- 陳國邦 飾 鄧國基
- 羅蘭 飾 何　八    (八婆)
- 劉江 飾 楊合益 (益叔/益哥)
- 余子明 飾 姚志勇 (勇叔/勇哥)
- 張松枝 飾 姚俊杰 (傑仔/傑少/傑哥/阿傑)
- 黃紀瑩 飾 梁惠珍 (Jenny)
- 楊茜堯 飾 錢祖兒
- 戴志偉 飾 林Sir
- 于洋 飾 洺醫生
- 韓馬利 飾 洛太
- 陳狄克 飾 強叔
- 蘇恩磁
- 羅君左 飾 肥貓
- 虞天偉 飾 破爛馮
- 河國榮 飾 陳Sir
- 車保羅 飾 肥鵬

## 歌曲
- 主題曲：再一次想你
  - 作曲：郭偉亮
  - 填词：林寶
  - 主唱：李克勤
- 插曲：我的命運
  - 作曲：福山雅治
  - 填詞：黃偉文
  - 主唱：梁漢文
- 插曲：寫我深情
  - 作曲：伍仲衡
  - 填詞：黃敬佩
  - 主唱：李克勤

## 外部連結
- 無綫電視官方網頁 - 廟街·媽·兄弟
- 無綫電視官方網頁(TVBI) - 廟街·媽·兄弟 （页面存档备份，存于）